# Харцель, Курт
Курт Харцель (швед. Curt Hartzell; 3 сентября 1891, Норрчёпинг — 17 января 1975, Стокгольм) — шведский гимнаст, чемпион летних Олимпийских игр 1912 года в командном первенстве по шведской системе.